# 1297.
◄ | 12. stoljeće | 13. stoljeće | 14. stoljeće | ►
◄ | 1260-ih | 1270-ih | 1280-ih | 1290-ih | 1300-ih | 1310-ih | 1320-ih | ►
◄◄ | ◄ | 1294. | 1295. | 1296. | 1297. | 1298. | 1299. | 1300. | ► | ►►
Arhitektura • Astronomija • Glazba • Knjige • Književnost • Kršćanstvo • Medicina • Pravo • Promet • Znanost
1297. (rim. MCCXCVII) bila je 96. godina 13. stoljeća.

## Događaji
- 1. rujna – Prvi spomen grada Slatine u ispravi zagrebačka biskupa Mihovila pod imenom Zalathnuk.

## Rođenja
- 25. ožujka – Arnošt od Pardubica, praški nadbiskup († 1364.)

## Vanjske poveznice
|  | Zajednički poslužitelj ima još gradiva o temi 1297. |